# Çetin Alp

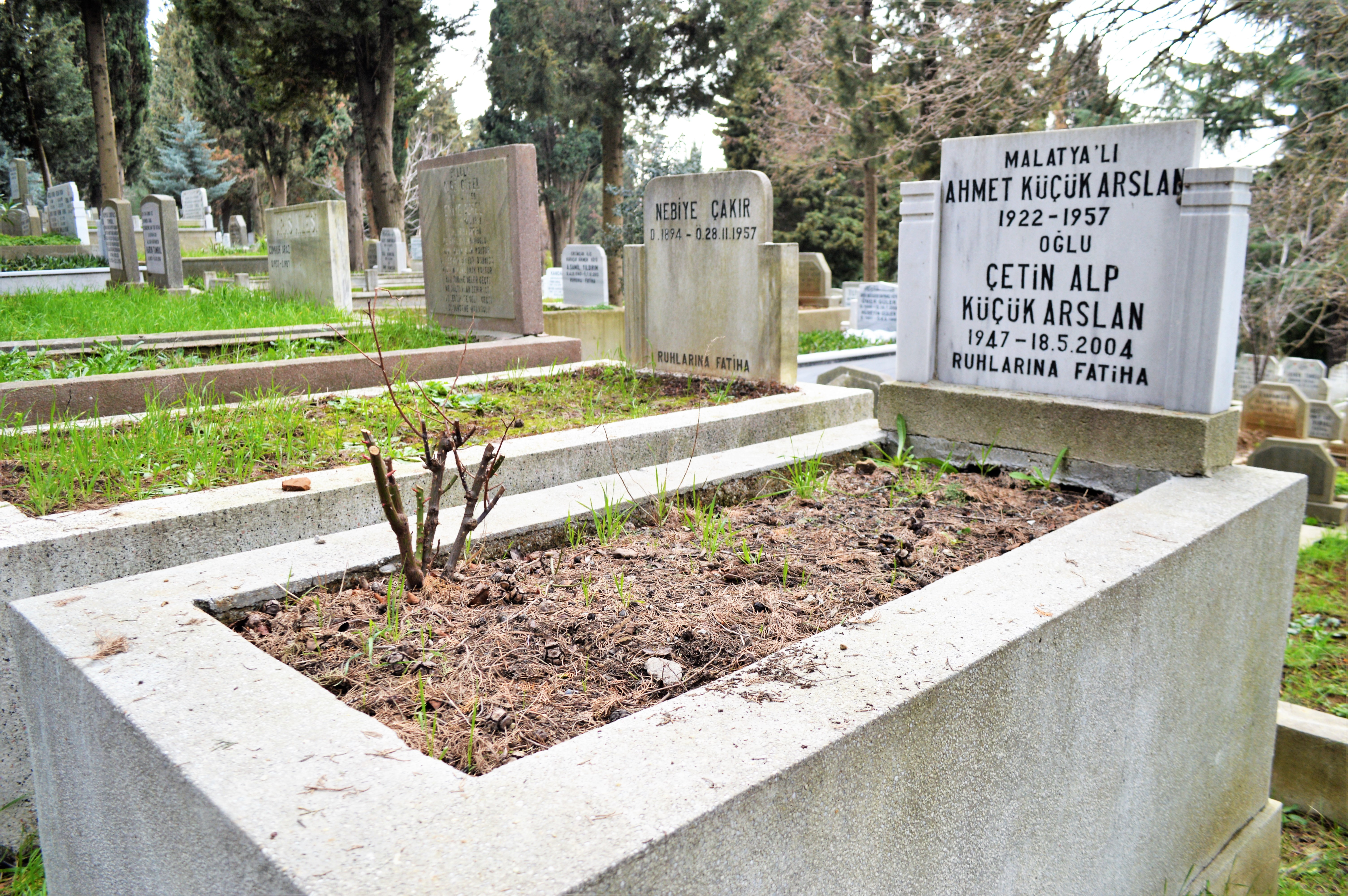
Graves of Çetin Alp (1947-2004), Turkish singer, Feriköy Cemetery, Istanbul, Turkey.

Çetin Alp (Malatya, 21 de junho de 1947 — Istambul, 18 de maio de 2004) foi um cantor pop turco.
Çetin Alp & The Short Waves interpretou a canção "Opera", no Festival Eurovisão da Canção 1983 em Munique, Alemanha. Morreu três dias depois do Festival Eurovisão da Canção 2004, realizado em Istambul.  